# Nicole McCullough
Nicole McCullough ist eine US-amerikanische Schauspielerin.

## Leben
Ihr Schauspieldebüt gab McCullough in dem Film Dancing on the Edge in der Hauptrolle der Corey Farmer. Sie war ebenfalls für den Soundtrack des Films verantwortlich. In den nächsten Jahren folgten teilweise in großen Abständen Episodenrollen in Fernsehserien wie Grimm, Leverage oder The Quest – Die Serie. 2018 übernahm sie in acht Episoden des Netflix Originals Everything Sucks! die Rolle der Jessica Betts. Für die deutsche Sprachfassung lieh ihr Maximiliane Häcke ihre Stimme. Die Serie wurde nach nur einer Staffel wieder abgesetzt. Anschließend trat sie hauptsächlich in einer Reihe von Kurzfilmen in Erscheinung.

## Filmografie (Auswahl)
- 2011: Dancing on the Edge
- 2012: Grimm (Fernsehserie, Episode 1x11)
- 2012: Leverage (Fernsehserie, Episode 5x14)
- 2016: The Quest – Die Serie (The Librarians, Fernsehserie, Episode 3x05)
- 2017: A Broken Egg (Kurzfilm)
- 2017: Michael’s Ride
- 2017: V-Force: New Dawn of V.I.C.T.O.R.Y.
- 2018: Everything Sucks! (Fernsehserie, 7 Episoden)
- 2018: American Vandal (Fernsehserie, Episode 2x03)
- 2019: An Intern For Megan (Kurzfilm)
- 2019: Internet Court (Kurzfilm)
- 2019: Cutioner.exe (Kurzfilm, Sprechrolle)
- 2019: Our Last Normal Conversation (Kurzfilm)
- 2020: Like You Said You’d Be (Kurzfilm)
- 2020: Afterimages (Kurzfilm)
- 2021: Everything Stays (Kurzfilm)